# Coup de la porte Xuanwu
Le Coup de la porte Xuanwu (chinois simplifié : 玄武门之变 ; chinois traditionnel : 玄武門之變 ; pinyin : xuánwǔ mén zhī biàn ; Wade : hsüan-wu men chih pien) est un coup d'État ayant eu lieu le 2 juillet 626 dans le palais impérial de Chang'an, la capitale de la dynastie Tang. Ce coup est organisé par le prince Li Shimin (Prince de Qin) et ses proches, qui assassinent le prince héritier Li Jiancheng et le prince Li Yuanji (Prince de Qi), afin de faire de Shimin le nouvel héritier du trône des Tang. Ce coup d'État est la conclusion de la grande rivalité existant entre d'une part Li Shimin, le deuxième fils de l'empereur Tang Gaozu, et d'autre part Li Jiancheng et Li Yuanji, respectivement les frères aîné et cadet de Shimin. Le 2 juillet, ce dernier prend le contrôle de la porte Xuanwu, qui est la porte Nord du palais impérial, et y organise une embuscade. Li Jiancheng et Li Yuanji sont assassinés par Li Shimin et ses hommes et dans les trois jours suivant le coup d'État, Shimin devient le nouveau prince héritier. L'empereur Gaozu abdique soixante jours après cette nomination et Li Shimin monte sur le trône, devenant l'empereur Tang Taizong.

## Situation avant le coup d'État
Après avoir fondé la dynastie Tang, l'empereur Tang Gaozu fait de son fils aîné Li Jiancheng l'héritier du trône. Mais, même s'il est officiellement le prince héritier, Jiancheng reste, de fait, dans l'ombre de son frère cadet, Li Shimin. En effet, à la fois puissant général et fin stratège, Li Shimin est l'instrument de la défaite de la plupart des grands rivaux des Tang dans la course au trône. C'est lui qui a vaincu Dou Jiande lors de la bataille de Hulao et obtenu la reddition de Wang Shichong et de la ville de Luoyang à la suite de cette victoire. L'élimination de ces deux seigneurs de guerre et la prise d'une des deux capitales impériales de la Chine ont valu à Shimin un grand prestige auprès de ses contemporains. Pendant ce temps, Li Jiancheng était en poste sur la frontière Nord, afin de la protéger d'une éventuelle attaque des Göktürk ; une affectation qui ne lui a pas permis de se forger une réputation équivalente à celle de son frère. Pour récompenser son fils, l'empereur Gaozu fait de lui un prince et élève sa position au-dessus de celle de tous les autres nobles, avant de lui confier l'administration civile et militaire de la plaine orientale avec Luoyang comme siège administratif. Li Shimin s'y installe et nomme environ 50 civils et militaires à des postes officiels, ce qui lui permet de contester la prééminence de l'héritier du trône. En 621, il crée le collège des Etudes littéraires, qui est composé de 18 lettrés lui servant de conseillers sur les affaires de l’État. C'est peut-être ce déploiement de puissance qui commence à faire craindre à Li Jiancheng que Li Shimin ait l'ambition de monter sur le trône. Dès lors, Jiancheng met tout en œuvre pour saper l'autorité et la puissance de Shimin en obtenant que les membres de son personnel lui soient enlevés et réaffectés à d'autres postes.
De son côté, le prince Li Shimin se retrouve incapable d'obtenir un quelconque soutien à Chang'an, la capitale, ou au sein du palais impérial, car il en est souvent absent pour mener des expéditions militaires. Il a surtout des appuis à Luoyang où il réussit à obtenir un solide soutien de la part des fonctionnaires militaires et civils. Pendant ce temps, à Chang'an, le prince héritier augmente son pouvoir en recrutant plus de 2000 hommes pour servir dans les troupes Changlin, qui sont en poste au palais de l'Est (東宮), près de la porte Changlin. Il s'est également allié avec son deuxième frère cadet, le prince Li Yuanji. Tous deux bénéficient du soutien des consorts de l'empereur Gaozu, qui interviennent souvent dans les affaires de la Cour au nom des deux princes.
C'est à ce moment que commencent à courir des rumeurs concernant Yang Wen'gan (楊文幹), le commandant régional de Qingzhou (慶州), au Gansu, et un ancien garde de Li Jiancheng au palais de l'Est. Selon ces rumeurs, Wen'gan commençait à lever des troupes pour permettre à Jiancheng, qui avait été laissé responsable de la capitale pendant que l'empereur Gaozu était absent dans son palais d'été, de commettre un coup d'État pour s'emparer du trône. Il faut savoir que, même à l'heure actuelle, les historiens sont divisés pour déterminer si oui ou non Li Jiancheng était effectivement impliqué dans ces préparatifs. Dans tous les cas de figure, le complot est divulgué aux autorités et Li Jiancheng est convoqué auprès de l'empereur depuis Chang'an, pendant que Yang Wen'gan est convoqué depuis la garnison où il est en poste. Si Li Jiancheng est bien allé chercher le pardon de l'empereur pour avoir suivi le conseil d'un subordonné lui ayant suggéré de s'emparer du trône, Yang Wen'gan ne se déplace pas et se rebelle durant le 6e mois de 624. L'empereur Gaozu envoie alors Li Shimin pour mettre fin à la rébellion, mais les propres subordonnés de Yang le tuent dès que les forces impériales arrivent sur les lieux. À la lumière de la rébellion de Yang, l'empereur Gaozu propose à Li Shimin de devenir l'héritier du trône. Mais très vite les partisans de Li Jiancheng , Li Yuanji, les dames du palais et le ministre Feng Deyi intercèdent pour dédouaner Jiancheng de l'affaire. Ainsi, l'empereur Gaozu permet à Li Jiancheng de rester le prince héritier, mais exile certains des conseillers de son fils aîné et au moins un membre du personnel de Li Shimin.
Avant le coup d'État, le prince Li Shimin survit à une tentative d'empoisonnement par ses deux frères. Selon le Jiu Tangshu, cette tentative a eu lieu avant 626, tandis que le Zizhi Tongjian la date du 6e mois lunaire de 626, soit pendant les trois jours du coup d'État. L'historien Woodbridge Bingham affirme que cette dernière interprétation est probablement celle qui est incorrecte, car l'empoisonnement ayant rendu Li Shimin gravement malade, il aurait donc été bien incapable de mener son coup d'État à terme. Pour être totalement précis, il faut signaler que la question de savoir où et quand cette tentative d'empoisonnement a eu lieu, ou même si elle a vraiment eu lieu, est loin d’être tranchée. Ce qui est sûr, par contre, c'est que le prince héritier Li Jiancheng et le prince Li Yuanji ont réussi à se débarrasser de Fang Xuanling et Du Ruhui, les principaux conseillers de Li Shimin, qui sont renvoyés. Quant à Yuchi Jingde, un général de Li Shimin, il échappe à une tentative d'assassinat, ordonnée par les deux princes. Peu de temps après cette tentative, il est insulté par les deux princes à la Cour et échappe de justesse à l'exécution, grâce à l'intervention de Li Shimin. En 626, Shimin est de plus en plus préoccupé par les machinations réussies de ses frères qui retournent l'empereur Gaozu contre lui et le privent petit à petit de son personnel.

## Les événements déclencheurs
Au début de l'an 626, les Göktürk attaquent la frontière nord de l'empire des Tang. Sur les conseils de son fils Li Jiancheng, l'empereur charge Li Yuanji d'organiser une campagne militaire pour repousser l'attaque et lui confie les meilleurs généraux de Li Shimin, dont Cheng Yaojin, Duan Zhixuan, Qin Shubao et Yuchi Jingde. Yuanji reçoit également le commandement des meilleures troupes de l'armée Tang. Peu après, Li Shimin apprend par ses hommes que Li Jiancheng et Li Yuanji prévoient de l'assassiner quand il viendra voir Yuanji, comme il est de coutume de le faire pendant les préparatifs d'une campagne militaire.
Li Shimin décide de passer à l'action et se prépare à se débarrasser de ses frères, suivant en cela l'avis de ses hommes et tout particulièrement celui de Zhangsun Wuji, Fang Xuanling, Du Ruhui, Yuchi Jingde et Hou Junji (en). Li Shimin commence par envoyer Zhangsun après de ses deux conseillers les plus importants, Fang Xuanling et Du Ruhui, avec pour mission de les faire revenir en secret pour aider à la préparation du coup d'État. Dès qu'ils sont prévenus, Xuanling et Ruhui se déguisent en prêtres taoïstes et se rendent discrètement au camp de Li Shimin pour mettre au point un plan d'action. Li Shimin soudoie également Chang He, qui est alors le chef des gardes de la porte Xuanwu, afin qu'il suive ses ordres et non ceux de ses frères. Shimin sait à qui il a affaire, car Chang était sous ses ordres quelques années auparavant, avant d'être promu et muté à la porte Xuanwu en 624, où il s'est retrouvé sous les ordres de Li Jiancheng.
Finalement, Li Shimin envoie un message à l'empereur Gaozu, dans lequel il accuse ses frères d'entretenir des relations illicites avec plusieurs consorts de l'empereur,. Après avoir reçu ce message, l'empereur Gaozu convoque Li Shimin à venir pour une audience le lendemain matin. L'empereur demande également à ses conseillers personnels Pei Ji, Xiao Yu, Chen Shuda, Feng Lun et Yan Shigu de venir pour assister à cette audience. Très vite, la consort Zhang (張婕妤) est mise au courant des accusations de Shimin et en informe Li Jiancheng, qui fait venir immédiatement Li Yuanji pour délibérer ensemble sur la meilleure façon de faire face à cette situation difficile. Li Yuanji propose de ne pas se présenter à la cour impériale ce matin-là, en s'excusant en raison d'une "maladie" quelconque, et de préparer les troupes, afin de pouvoir observer la situation. Cependant, Li Jiancheng lui rétorque que les troupes sont déjà prêtes et qu'il veut partir pour le palais (宫城) pour entendre lui-même les accusations de son frère. Alors que Li Jiancheng et Li Yuanji partent à l'aube pour rencontrer personnellement l'empereur Gaozu,, Li Shimin et ses hommes ont déjà pris le contrôle de la porte Xuanwu.

## Déroulement du coup d'état
À l'aube du 2 juillet 626, le prince Li Shimin et neuf de ses plus proches collaborateurs, à savoir Yuchi Jingde, Zhangsun Wuji, Zhang Gongjin, Hou Junji, Du Junzhuo, Dugu Yanyun, Li Mengchang, Zheng Rentai et Gongsun Wuda, arrivent à la porte Xuanwu (玄武門). Chang He (常何) est également présent, accompagné de ses sous-officiers Lyu Shiheng et Jing Junhong et de ses soldats, qu'il compte utiliser pour aider Li Shimin le jour du coup d'État/ Plusieurs dizaines de soldats, dont des cavaliers sont mobilisés pour l'affaire. Une fois sur place, ils se préparent et attendent l'arrivée du prince héritier Li Jiancheng et du prince Li Yuanji. Lorsque ces derniers s'approchent du Hall Linhu (臨湖殿), ils comprennent la menace et ils s'enfuient immédiatement vers l'est. Li Shimin se dirige alors vers ses frères et les apostrophe. Li Yuanji décoche trois flèches contre Shimin, sans succès, alors que dans le même temps Li Shimin tire sur Li Jiancheng et le tue.
C'est alors que Yuchi Jingde et 70 cavaliers rattrapent Li Yuanji et lui tirent dessus, ce qui finit par le faire tomber de son cheval. Au même moment, Li Shimin perd le contrôle de son cheval, qui l'emmène dans les bois et s’empêtre dans des branches d'arbres, ce qui provoque la chute de Shimin qui, empêtré à son tour, n'arrive pas à se relever. Li Yuanji en profite et attrape rapidement l'arc de son frère puis essaye de l'étrangler avec. Il n'a pas le temps de parvenir à ses fins, car Jingde arrive en hurlant avec ses hommes, ce qui oblige Li Yuanji à tenter de s'enfuir à pied jusqu’à sa résidence, le hall de Wude(武德殿). Vaine tentative, car Jingde rattrape le fuyard et le tue avec ses flèches.
Ignorants encore la mort de leurs deux maîtres, les hommes de Li Jiancheng, dont Feng Li et Xue Wanche, rejoints par ceux de Li Yuanji, dont Xie Shufang, attaquent avec leurs troupes la porte Xuanwu défendue par les partisans de Li Shimin, dont Lyu Shiheng et Jing Junhong qui meurent dans ce combat, et Zhang Gongjin qui réussit à bloquer les assaillants à la porte. Les hommes de Xue Wanche attaquent aussi la maison de Li Shimin, mais également sans succès. Les combats cessent quand Yuchi Jingde arrive avec les têtes des deux princes, ce qui provoque la dispersion rapide de leurs proches et de leurs troupes. Feng Li et Xue Wanche s'enfuient jusqu'aux monts Zhongnan. Li Shimin obtiendra ultérieurement qu'ils travaillent pour lui, ainsi que plusieurs autres conseillers importants de Li Jiancheng, dont Wei Zheng.

## Conséquences
Au moment où a lieu le coup d'État, l'empereur Gaozu est en train de naviguer sur un lac situé à l'intérieur de l'enceinte du palais impérial,. L'historien Woodbridge Bingham a émis l’hypothèse que l'empereur, ayant été alarmé par la crise qui menaçait d'éclater, a préféré se mettre en retrait de la situation. Sur ce navire, il s'est également entouré de hauts fonctionnaires proches de Li Shimin, à savoir Pei Ji, Xiao Yu, Chen Shuda, Feng Lun, Yan Shigu, Dou Dan (竇誕) et Yuwen Shiji. Bingham pense que si Gaozu les a choisis pour l'accompagner, c'est peut-être parce qu'il a réalisé que Shimin était la cause de cette crise et que les nombreux soutiens dont bénéficie ce dernier au sein de l'armée peuvent lui donner l'avantage sur ses autres frères. Pendant que les combats font rage, Li Shimin envoie Yuchi Jingde, toujours équipé de ses armes et son armure, dans l'enceinte du palais impérial, pour informer l'empereur Gaozu de la situation,. Ce dernier lui demande ce qui perturbe le calme du palais et pourquoi il est là. Jingde lui répond: "le prince héritier et le prince de Qi ont commis une trahison. Le prince de Qin a mobilisé ses troupes et les a exécutés. Il craignait que Votre Majesté impériale soit choquée et il m'a envoyé pour vous protéger." L'empereur accepte cette réponse sans protester. D’après le Zizhi Tongjian, ce n'est que dans un second temps que Gaozu se tourne vers ses fonctionnaires et leur demande : "je ne m'attendais pas à ce qu'il se produise une telle chose aujourd'hui. Que faut-il faire? " Deux d'entre eux commencent par parler de manière très élogieuse de Li Shimin et disent que les meurtres des deux princes ne sont que leur punition. Ils recommandent également à l'empereur Gaozu de faire de Li Shimin son nouvel héritier.

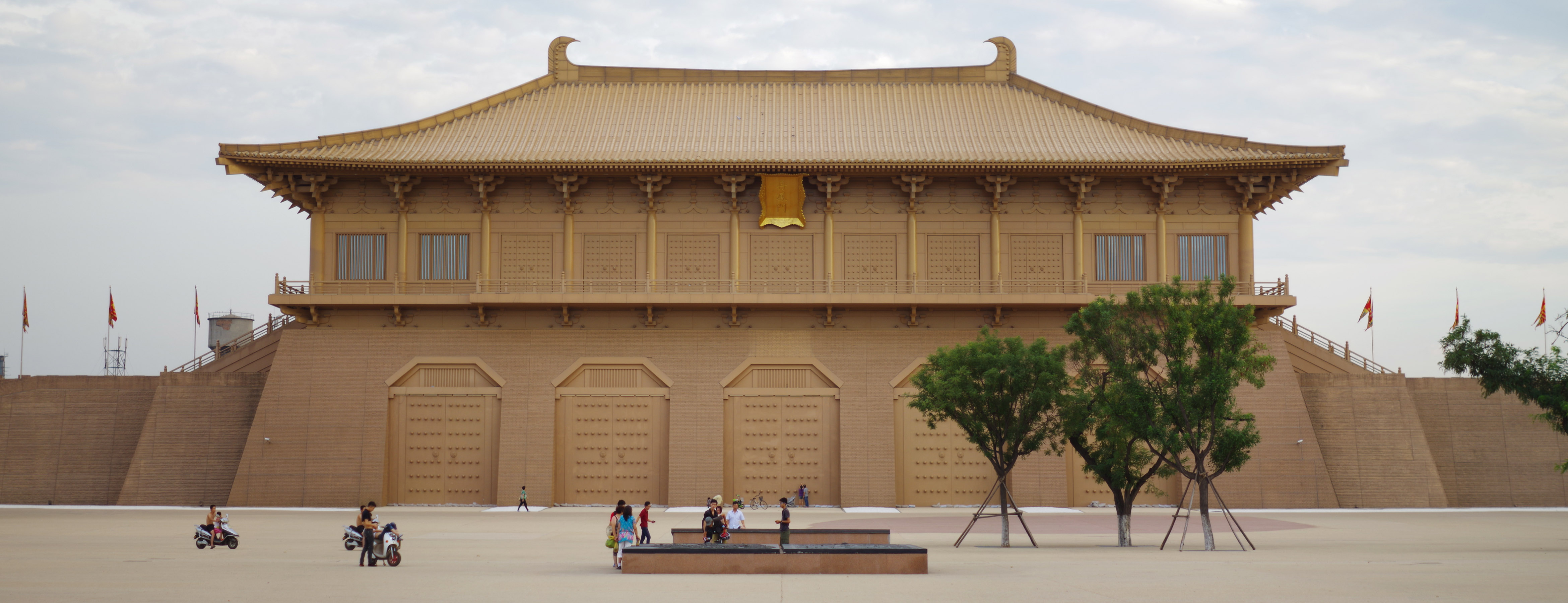
Reconstitution de la porte Danfeng du Palais Daming. Ce palais a été construit pour devenir la résidence de l'empereur Gaozu après son abdication.

En effet, même si Li Shimin était sorti victorieux des combats, il avait encore besoin que l'empereur approuve sa conduite pour empêcher d'autres conflits internes au sein de la cour impériale. Suivant les conseils de Yuchi, l'empereur Gaozu publie un édit impérial ordonnant aux derniers fidèles des princes défunts d'arrêter leur résistance et de se soumettre à Li Shimin. Finalement, ce dernier a pris totalement le contrôle du gouvernement des Tang grâce à son coup d'État,. Au bout de trois jours, l'empereur Gaozu fait de Shimin le nouveau prince Héritier,, et le 9e jour du 8e mois, il abdique en faveur de son fils. Gaozu se retire alors de la vie publique et devient un Taishang Huang (empereur retiré), apparaissant parfois en public pour participer à des cérémonies à la cour.
Une fois devenu empereur, Li Shimin prend le nom de Taizong ; il fait exécuter les fils de ses frères, afin d'éviter qu'ils ne tentent de venger la mort de leurs pères. Il prend également la femme de Li Yuanji comme concubine.
En 632, Ma Zhou indique dans ses chroniques que l'empereur retiré Gaozu est installé dans le palais de Da'an (大安宮), qu'il considère comme un lieu inhospitalier car il est construit dans une zone de Chang'an qui est en proie à l'humidité et à la chaleur pendant l'été. Selon lui, alors que l'empereur Taizong part à la campagne pendant l'été, son père reste à Chang'an où il souffre de la chaleur estivale. Cependant, il faut préciser que les rares fois où Taizong a invité son père à le suivre à la campagne, ce dernier a systématiquement refusé. Ma Zhou accuse également l'empereur Taizong de ne pas avoir rendu visite à son père pendant une longue période, alors qu'ils vivaient à proximité l'un de l'autre. Il semble que, depuis le coup d'État sanglant de la porte Xuanwu, les liens entre le père et le fils se sont distendus et n'ont jamais pu être renoués. En 634, l'empereur Taizong lance la construction du Palais Daming, un nouveau palais d'été devant devenir la résidence de son père. Cependant, l'empereur Gaozu tombe malade pendant les travaux et meurt le 5e mois de 635, avant l’achèvement du palais.